# Alfred Gerger

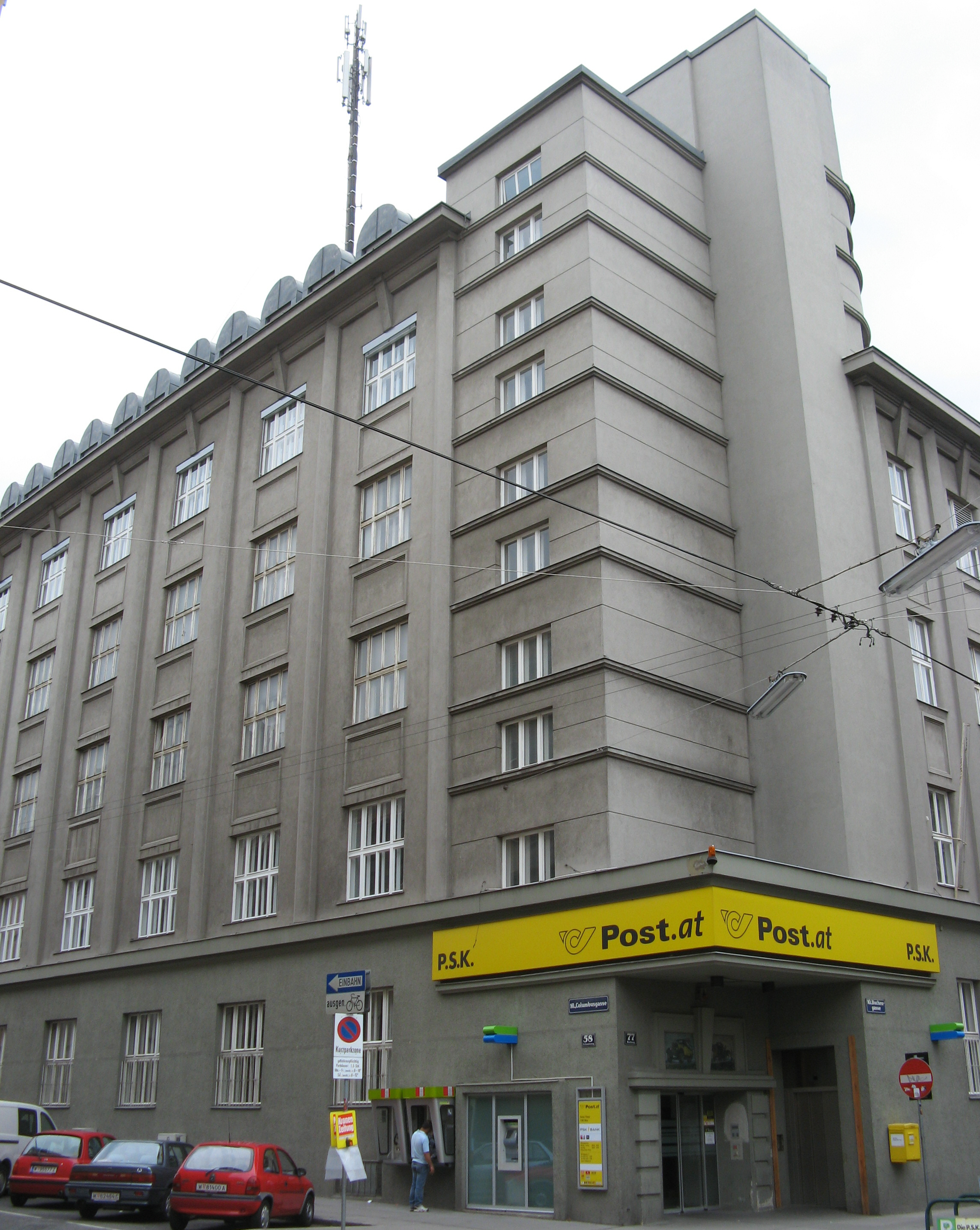
Postamt (1928/29) in der Buchengasse 77 von Josef Aicher und Alfred Gerger

Alfred Gerger (* 23. Mai 1890 in Wien; † 2. Januar 1953 ebenda) war ein österreichischer Architekt und Baumeister.

## Leben
Alfred Gerger ist der jüngere Bruder des Architekten Rudolf Otto Gerger. Er besuchte die Staatsgewerbeschule in Wien, die er 1909 abschloss. Nach einigen Praxisjahren erhielt er 1920 die Baumeisterkonzession und trat ein Jahr später in die Firma von Josef Aicher ein, die die beiden bis 1933 führten. Das Unternehmen war erfolgreich tätig und führte einige Gemeindebauten in Wien aus.

## Bedeutung
Alfred Gerger ist als Architekt gemeinsam mit Josef Aicher mit dem Postamt in der Buchengasse hervorgetreten. Dieses Gebäude bezog klassizistische Elemente in modifizierter Form in die moderne Gestaltung ein. Ins Auge sticht vor allem die expressionistische Ecklösung mit dem über das Dach turmartig hochgezogenen Aufbau. Im Inneren verfügte das Postamt über ein modernes, automatisches Briefsortiersystem.

## Werke
- Postamt, Buchengasse 77, Wien 10 (1928/29)